# Kovanice
Kovanice jsou obec v okrese Nymburk ve Středočeském kraji. Leží na půl cesty mezi Nymburkem a Poděbrady. Jejich katastrální území má rozlohu 807 hektarů. Součástí obce je i vesnice Chvalovice a dohromady v nich žije 952 obyvatel.

## Historie
První písemná zmínka o vesnici pochází z roku 1266 a nachází se v přídomku Sudomíra z Kovanic. V letech 1318–1323 vesnice patřila Bohuslavě z Klučova a roku 1376 Eliška z Lichtenburka. Další dějiny vsi jsou spojeny s majiteli kovanického zámku.
Ve vsi Kovanice byly v roce 1932 evidovány tyto živnosti a obchody: dva cukráři, tři hostince, kovář, tři krejčí, obchod s mlékem, dva obchody se smíšeným zbožím, spořitelní a záložní spolek pro Kovanice a trafika.

### Exulanti
Stejně jako z mnoha obcí (např. Kostomlátky) odcházeli v době pobělohorské do exilu i nekatolíci z Kovanic. Z obce Kovanice prokazatelně uprchli:
- Matěj Fiala (1721 Kovanice – 1795 Berlín), měšťan, později fabrikant a rybář. Člen českého bratrského sboru v Berlíně.
- Josef Fiala (1722 Kovanice – 1787 Berlín), bratr Matěje. Oba bratři byli odsouzeni za to, že se chtěli vyhnout vojně. Za trest pracovali v okovech (bez jídla a pití) na pražských valech, než je po sedmi dnech osvobodila z okovů vojska dobyvatelů Prahy. Josef Fiala emigroval v roce 1742 do Berlína. Bratři se pak se do Čech vraceli, v roce 1744 převedli do bezpečí i rodinu Matěje Cvacha.
- Václav Fiala (cca 1710 Kovanice – 1796 Berlín). Byl třikrát ženatý, jeho druhou manželkou se stala v roce 1743 Judita Jílková (1712–1783). Bratr Judity byl spisovatel Jan Jílek, výrazná osobnost, která významně přispěla k pochopení duchovního světa tajných protestantů ovlivněných pietismem.

## Obyvatelstvo
| Rok            | 1869 | 1880 | 1890 | 1900 | 1910 | 1921 | 1930 | 1950 | 1961 | 1970 | 1980 | 1991 | 2001 | 2011 | 2021 |
| -------------- | ---- | ---- | ---- | ---- | ---- | ---- | ---- | ---- | ---- | ---- | ---- | ---- | ---- | ---- | ---- |
| Počet obyvatel | 912  | 887  | 927  | 950  | 956  | 992  | 914  | 750  | 746  | 659  | 690  | 672  | 720  | 802  | 896  |
| Počet domů     | 151  | 157  | 157  | 166  | 187  | 195  | 210  | 224  | 211  | 208  | 204  | 247  | 263  | 292  | 322  |

## Obecní správa

### Územněsprávní začlenění
Dějiny územněsprávního začleňování zahrnují období od roku 1850 do současnosti. V chronologickém přehledu je uvedena územně administrativní příslušnost obce v roce, kdy ke změně došlo:
- 1850 země česká, kraj Jičín, politický i soudní okres Nymburk[9]
- 1855 země česká, kraj Mladá Boleslav, soudní okres Nymburk
- 1868 země česká, politický okres Poděbrady, soudní okres Nymburk
- 1936 země česká, politický i soudní okres Nymburk[10]
- 1939 země česká, Oberlandrat Kolín, politický i soudní okres Nymburk[11]
- 1942 země česká, Oberlandrat Hradec Králové, politický i soudní okres Nymburk[12]
- 1945 země česká, správní i soudní okres Nymburk[13]
- 1949 Pražský kraj, okres Nymburk[14]
- 1960 Středočeský kraj, okres Nymburk
- 2003 Středočeský kraj, okres Nymburk, obec s rozšířenou působností Nymburk

### Obecní symboly
Znak a vlajka byly obci uděleny rozhodnutím předsedy Poslanecké sněmovny Parlamentu České republiky dne 13. května 2003.

## Doprava
Obcí prochází silnice I/38 Kolín – Kovanice – Nymburk – Mladá Boleslav. Železniční trať ani stanice na území obce nejsou. V roce 2011 v obci zastavovaly autobusové linky Nymburk – Poděbrady – Kolín (v pracovní dny jeden spoj) a Poděbrady–Nymburk (v pracovní dny jedenáct spojů, dopravce Okresní autobusová doprava Kolín). O víkendu byla obec bez dopravní obsluhy.

## Pamětihodnosti
- Kostel svatého Václava a památná lípa v jeho sousedství
- Kovanický zámek u Labe
- Židovský hřbitov založený v roce 1830, kde je pohřbena i babička spisovatele Franze Kafky. Vedle brány je umístěna pamětní deska připomínající historii hřbitova a oběti holokaustu.
- Bývalá synagoga čp. 111
- Socha svatého Jana Nepomuckého

## Fotogalerie

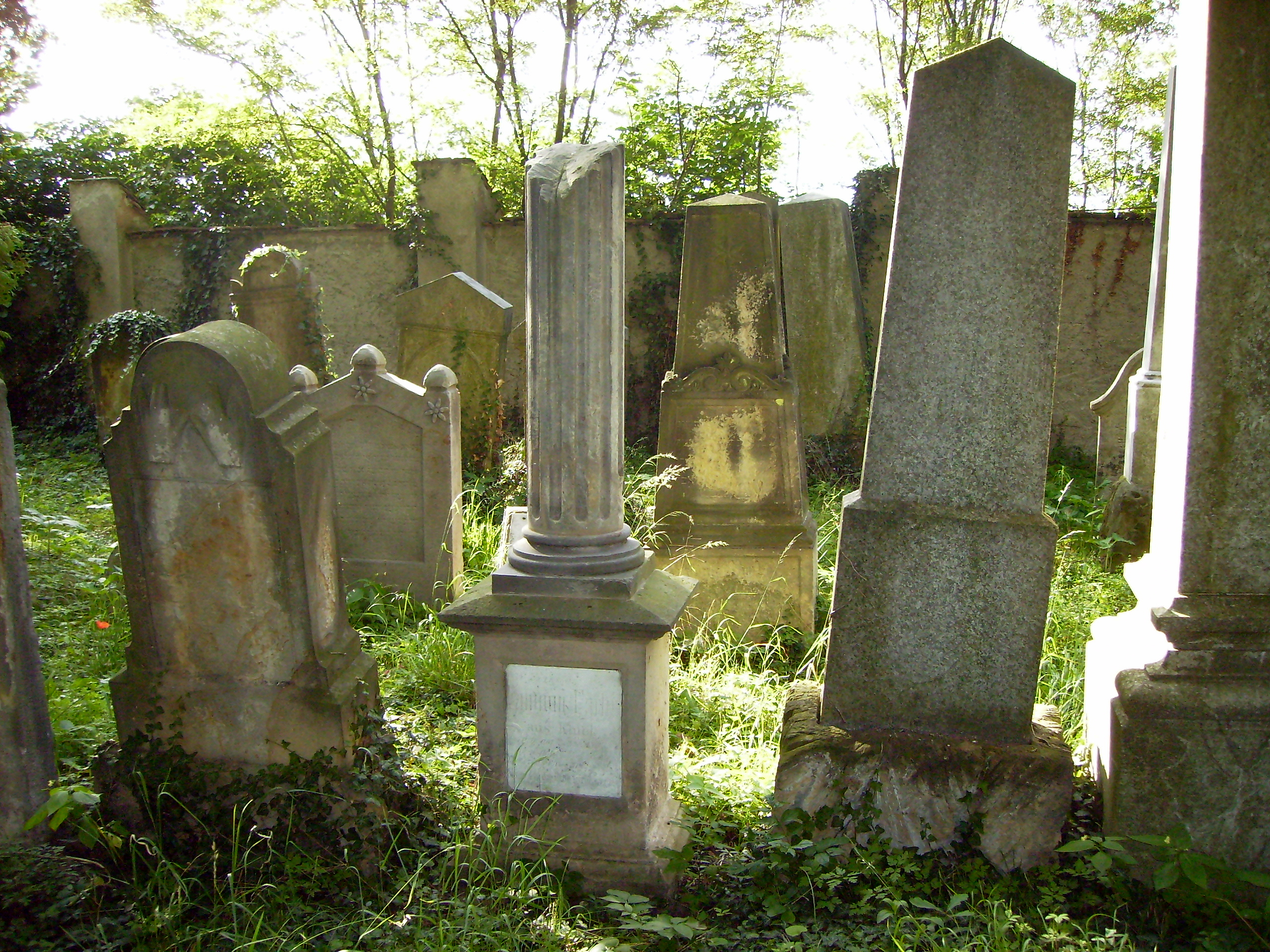
Židovský hřbitov
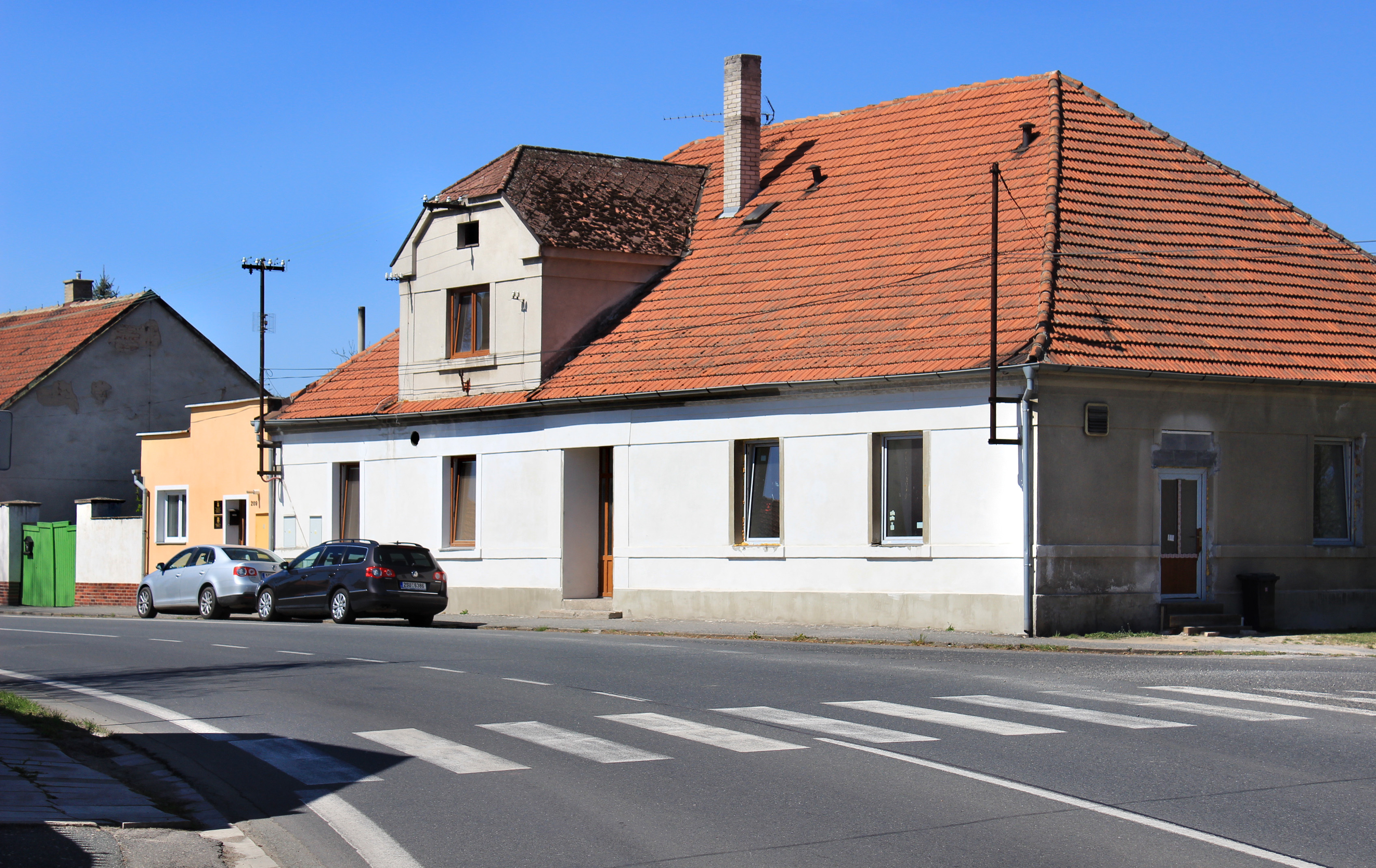
Dům čp. 62 u křižovatky
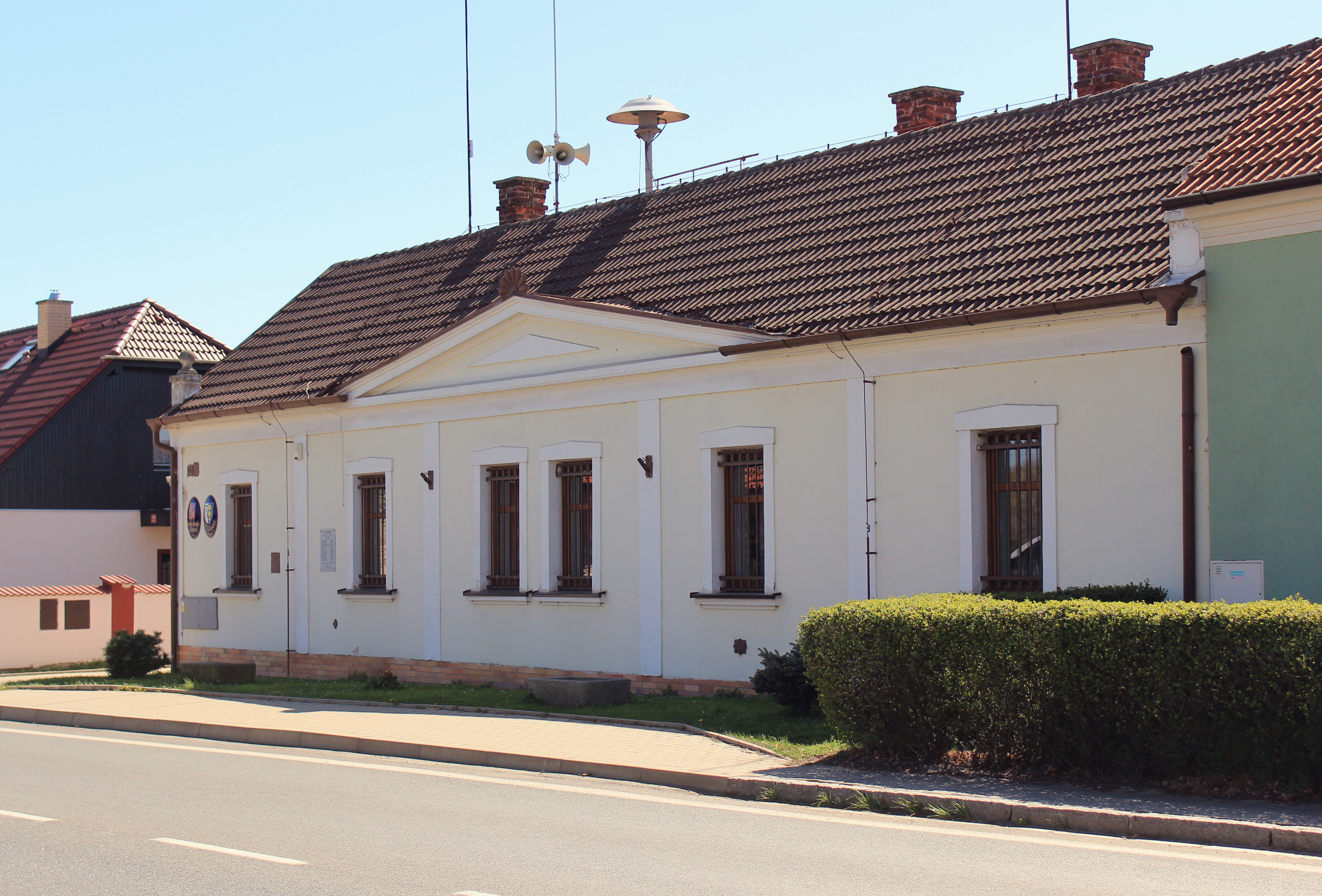
Obecní úřad
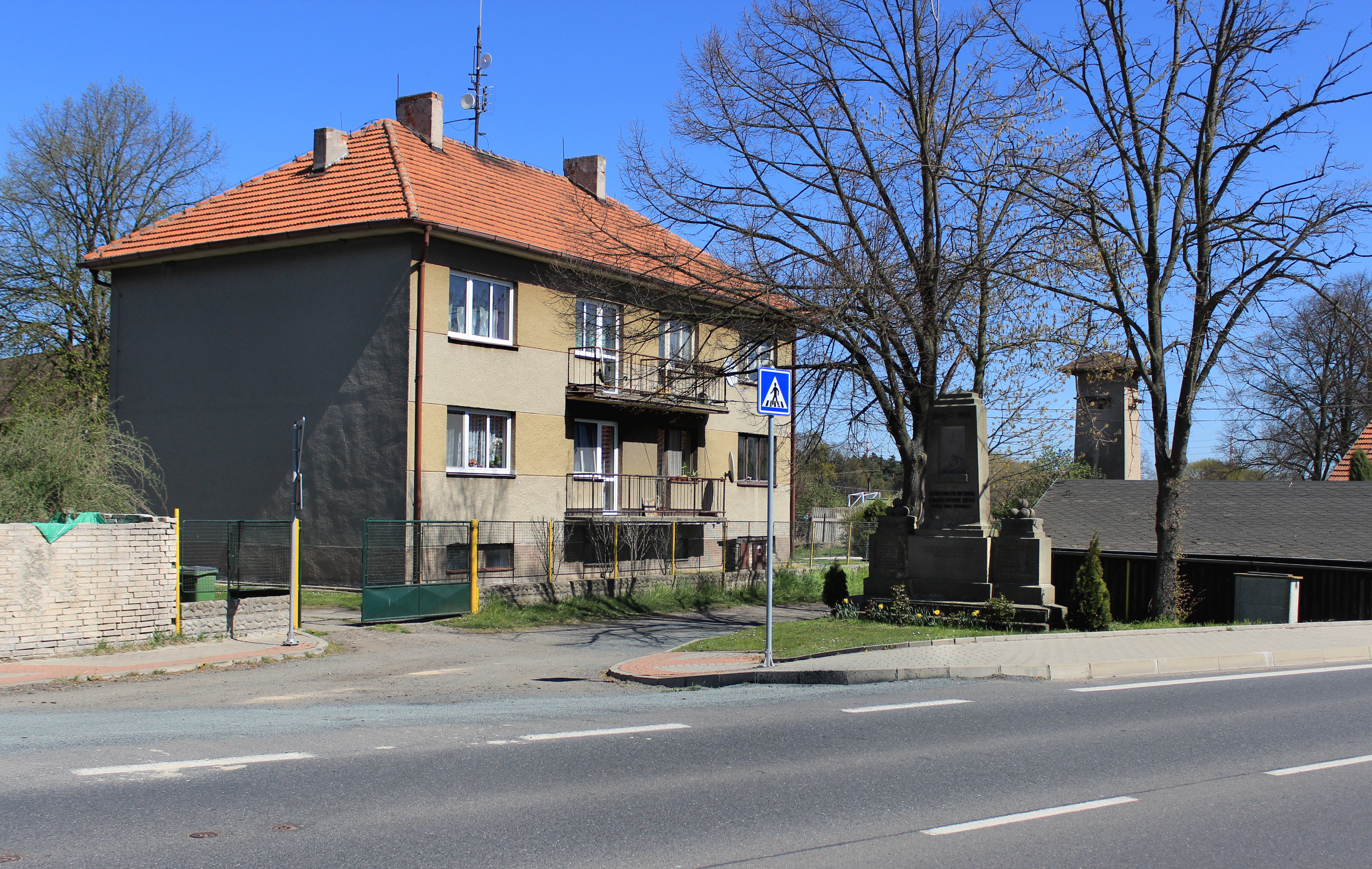
Bytovky